# 팀 웨이크필드
티모시 스티븐 ("팀") 웨이크필드(Timothy Stephen ("Tim") Wakefield, 1966년 8월 2일~2023년 10월 1일)는 미국의 프로 야구 투수이다.  웨이크필드는 피츠버그 파이리츠와 함께 자신의 투수 경력을 시작하였으나 팀에서 장기적으로 복무한 선수로서 1995년에 시작하여 2012년 자신의 은퇴와 함께 끝난 보스턴 레드삭스와 자신의 17년간 재직으로 가장 기억되는 편이다.  은퇴 당시 웨이크필드는 메이저 리그 베이스볼에서 연장자 활동 선수였다.
자신의 기호적 너클볼로 알려진 웨이크필드는 2011년 9월 3일 토론토 블루제이스를 상대로 자신의 200번째 경력 경기를 우승하고, 사이 영과 로저 클레멘스 두 선수에 이어 186개의 팀 승리와 함께 레드삭스에서 3위이다.  그는 97개의 이닝과 함께 펜웨이 파크에서 사상 우승에서 2위(클레멘스의 100개의 뒤로)이고, 레드삭스의 투수에 의하여 투구된 이닝에서 3,006개와 함께 사상 1위로 2010년 6월 8일 클레멘스의 총 2,777개를 앞섰다.
웨이크필드는 로베르토 클레멘테 상을 위하여 8번이나 후보에 올랐으며 2010년에 수상하였다.
2023년 10월 1일, 웨이크필드는 향년 57세의 나이에 암으로 세상을 떠났다.

## 어린 시절
플로리다주 멜번에서 태어난 그는 오 게일리 고등학교에서, 그러고나서 플로리다 공과 대학에서 수학하였다.  플로리다 공과 대학에서 그는 자신의 2학년과 주니어 해에 1루수로서 팬서스 팀의 MVP로 임명되었다.  그는 40에서 경력 홈런 기록은 물론, 22개의 홈런과 함께 싱글 시즌 기록들을 세웠다.  2006년 그의 등번호 3은 대학에 의하여 영구 결번 되었다.

## 프로 경력

### 피츠버그 파이리츠
웨이크필드는 1988년 피츠버그 파이리츠에 의하여 2루수로서 드래프트되었다.  스카우트가 그의 실력들과 함께 포지션의 선수로서 그가 전혀 더블 A의 공 위로 얻지 않을 것이라고 그에게 말을 한 후, 웨이크필드는 자신을 잘 알려지게 만든 너클볼을 개발하기 시작하였다.
이어진 시즌에 웨이크필드는 싱글 A 세일럼 뷰캐니어스를 위하여 활약하는 동안 자신의 프로 투수 데뷔를 이루었다.  그의 즉시의 성공은 1990년 투수로 완전한 풍습으로 이끌었고, 그는 투구한 출발과 이닝들에서 캐롤라이나 리그를 이끌었다.  웨이크필드는 1991년 더블 A로 진출하여 지속적으로 향상시켜 우승과 투구한 이닝들에서 파이르츠의 마이너 리그 선수들을 이끌고 자신이 2.90의 방어율과 함께 15 승 8 패로 갈 때 경기들을 완료하였다.

#### 1992년~94년
1992년 웨이크필드는 아메리칸 어소시에이션의 트리플 A 버펄로 바이슨스와 함께 시즌을 시작하였다.  그는 7월 31일 리그 사상 6개의 완료 경기들을 등록하여 3.06의 방어율과 함께 10개의 경기를 우승하고 메이저 리그 베이스볼로 소집되었다.  자신의 메이저 리그 데뷔에서 웨이크필드는 세인트루이스 카디널스를 상대로 146개의 투구를 던지는 동안 10명의 타자들 스트라이크아웃 시켰다.
막바지의 분전으로 내려가서 웨이크필드는 플레이오프를 뛰어오르는 파이리츠를 위하여 후원을 마련하여 13개의 경기들을 시작하고, 스포팅 뉴스로부터 "올해의 내셔널 리그 신인 투수" 상을 그에게 수여한 상연인 2.15의 방어율과 함께 8 승 1 패의 기록을 수집하였다.  내셔널 리그 동부 디비전을 우승한 후, 파이리츠는 내셔널 리그 챔피언십 시리즈에서 애틀랜타 브레이브스를 향하였다.  웨이크필드는 브레이브스의 스타 선수 톰 글래빈을 상대러 자신의 출발들을 둘다 이기고 시리즈의 3번째 경기와 3일간 휴식에 6번째 경기에서 완료 경기를 던졌다.  파이리츠가 7번째 경기에서 브레이브스를 지도하면서 웨이크필드는 브레이브스가 스탠 벨린다에 9번째 말기에서 3개의 득점을 위하여 규합할 때까지 내셔널 리그 챔피언십 시리즈의 MVP로 임명되는 데 균형이 잡혔다.
1993년 시즌의 첫달 동안 웨이크필드는 2번이나 9명의 타자들을, 그리고 다른 출발에서 10명을 1루로 건너가게 하였다.  출발 교체에서 자신의 자리를 잃은 후, 웨이크필드는 더블 A로 보내졌다.  그는 9월에 다시 불러지고 다시 분투하였으나 2개의 연속적 완봉과 함께 시즌을 끝냈다.
웨이크필드는 1994년의 대부분을 트리플 A 버펄로와 보냈다.  그는 허용된 패배와 홈런들에서 리그를 이끌었다.  웨이크필드는 9월 파이리츠에 의하여 다시 불러졌으나 선수들의 파업의 이유로 야구를 하지 않았다.  1995년 4월 20일 파이리츠는 웨이크필드를 내보냈다.

### 보스턴 레드삭스
파이리츠에 의하여 나오게 된지 6일 후, 웨이크필드는 보스턴 레드삭스와 계약이 맺어졌다.  그는 아웃 투구로서 그에게 너클볼을 사용하는 데 용기를 준 2명의 전 너클볼 선수 필과 조 니크로와 함께 일하였다.  트리플 A 포터킷에서 웨이크필드는 2.53의 방어율과 함께 2 승 1 패로 갔다.

#### 1995년~98년

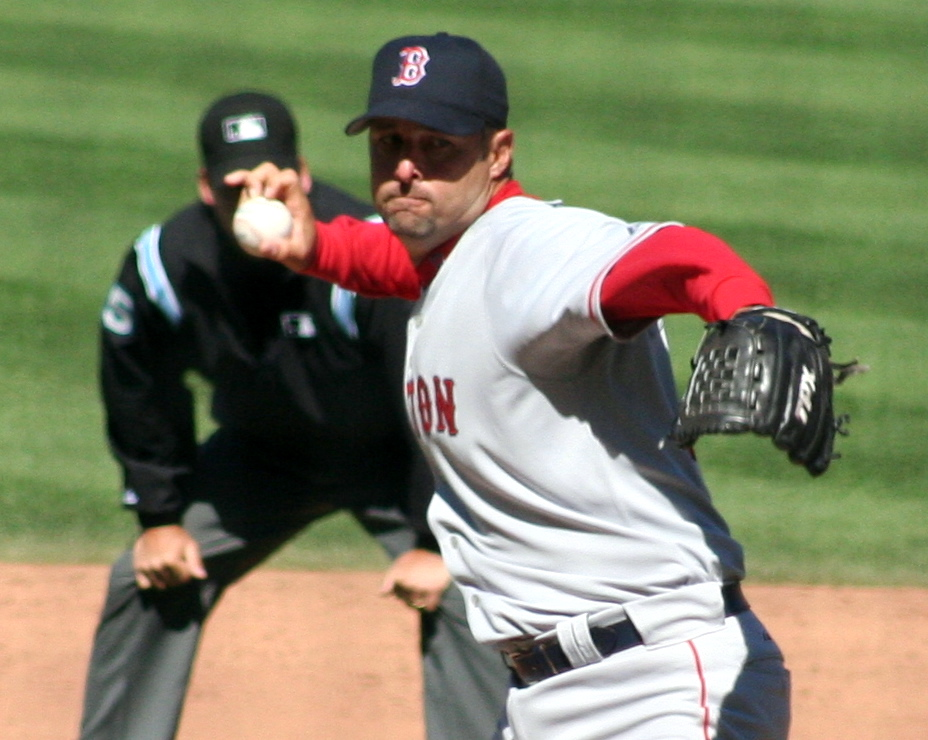
너클볼을 던지는 웨이크필드

레드삭스의 교체가 1995년 시즌 초기에 부상들로부터 출발 선수들 로저 클레멘스와 에런 실의 정상으로 분투하면서 웨이크필드는 트리플 A로부터 소집되었고, 곧 그들의 가장 의지적인 출발 선수로 증명하였다.  그는 17개의 경기들(그중에 6개는 완료 경기)을 통하여 1.65의 방어율과 14 승 1 패의 기록과 시즌을 시작하였다.  그는 한해를 2.95의 방어율과 함께 16 승 8 패로 끝내 레드삭스가 아메리칸 리그 동부 디비전 타이틀을 우승하는 도움을 주었고, 스포팅 뉴스 "올해의 아메리칸 리그 복귀 선수" 상을 사로잡았다.  그는 아메리칸 리그 사이 영 상 비밀 투표에서 3위를 하였다.
다음 3개의 시즌(1996년~98년)에 웨이크필드는 45개의 경기를 우승하고, 출발 선수로서 3개의 시즌에 각각 5.14, 4.25와 4.58의 방어율을 가졌다.  1997년 그는 투구와 함께 16명의 타자들을 안타하면서 메이저 리그 베이스볼을 이끌었다.  그는 2001년 18명의 타자들을 넘어뜨리는 이 업적을 되풀이하였다.

#### 1999년~2002년
1999년 레드삭스의 최종회 톰 고든이 부상을 당하고 감독 지미 윌리엄스는 시즌의 중반 동안 웨이크필드를 새로운 최종회로 자리에 앉혔다.  8월 10일 그는 하나의 이닝에서 4명의 타자들을 스트라이크아웃 시킨 투수들의 선발 단체에 가입하였다.  안절부절하지 못한 너클볼이 많은 패스된 공을 생산하기 때문에 몇몇의 너클볼 선수들은 그와 함께 이 명예를 나누었다.  그는 데릭 로가 새로운 최종회로서 나오기 전에 15개의 세이브를 기록하였고, 웨이크필드는 출발 교체로 돌아왔다.
자신의 불펜의 외부로 성공 때문에 웨이크필드는 정규적으로 구원 투수의 포지션으로부터 출발 투수로 옮겨지고 다음 3개의 시즌(2000년~02년)에 다시 돌아왔다.  2002년 7월 후순에 교체로 복귀된 후, 웨이크필드는 영구한 정규적 출발 투수가 되었다.

#### 2003년~08년
2003년 아메리칸 리그 챔피언십 시리즈에서 웨이크필드는 뉴욕 양키스를 상대로 14개의 이닝에 4개의 득점을 허용하였다.  그는 마이크 무시나를 상대로 시리즈의 첫번째와 4번째 경기들을 시작하고, 이 출발 경기들을 둘다 우승하였다.  양키스가 경기를 동점 매긴 후, 그는 또한 7번째 경기의 여분의 이닝에서 투구하는 데 불러들였다.  레드삭스는 8번째 이닝에서 5 대 2로 이끌어져 왔다.  10번째 이닝에서 순서에 물러간 후, 웨이크필드는 11번째 이닝의 자신의 첫 투구에 에런 분에게 홈런을 내주어 양키스를 월드 시리즈로 보냈다.  경기가 끝난 후, 웨이크필드는 팬들에게 사과하였다.

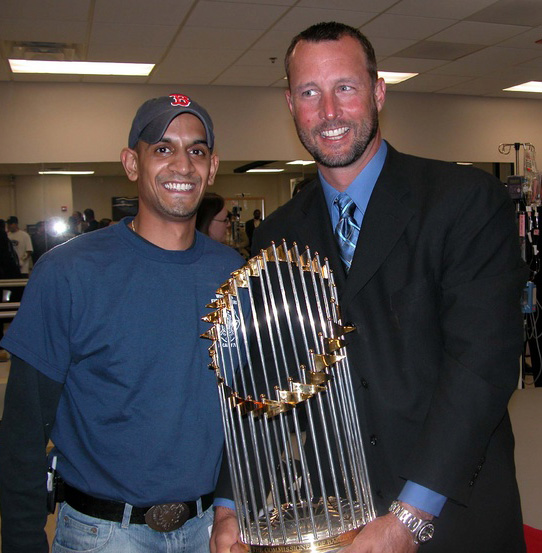
2004년 월드 시리즈 트로피와 함께

2004년 웨이크필드는 양키스를 상대로 레드삭스가 아메리칸 리그 챔피언십을 우승하는 도움을 주어 월드 시리즈로 진출하는 데 7개 시리즈 중의 최고였다.  레드삭스는 시리즈의 첫 2개의 경기를 패하였고, 웨이크필드가 다음 날을 위하여 다른 투수들을 구하는 데 경기로 들거가기를 의문할 때 3번째 경기에서 나쁘게 패하였다.  그는 시작된 4번째 경기로부터 자신을 방지한 3고 3분의 1 이닝을 투구하였다.  데릭 로는 레드삭스가 최후적으로 우승한 4번째 경기에서 자신의 자리를 시작하였다.  5번째 경기에서 웨이크필드는 다시 불펜의 외부를 투구하고, 14 이닝 경기에서 우승 투수였으며 레드삭스가 5 대 4로 우승하면서 3개의 완봉 이닝을 던졌다.  그는 2004년 월드 시리즈의 첫번째 경기를 투구하였으나 레드삭스가 카디널스를 11 대 9로 꺾으면서 월드 시리즈 역사상 최고의 득점 첫번째 경기였던 결정을 얻지 않았다.  레드삭스는 86년 만에 자신들의 첫 월드 시리즈를 위하여 카디널스를 휩쓸었다.
2005년 4월 19일 웨이크필드는 자신 경력의 나머지를 위하여 자신을 간직하는 데 레드삭스에 능력을 준 4백만 달러의 계약으로 동의하였다.  2005년 시즌에 웨이크필드는 16개의 우승과 4.15의 방어율과 함께 레드삭스의 투수들을 이끌었다.  9월 11일 그는 양키스에게 1 대 0으로 패한 완료 경기에서 경력 사상 스트라이크아웃(12)을 세웠다.
2007년 그는 17 승 12 패의 기록과 시즌을 끝냈으나 9월 후순 이래 그를 괴롭혀 온 어깨 부상의 이유로 월드 시리즈를 위한 레드삭스의 등록부에서 제외되었다.  2008년 그가 투구한 동안 12개의 패스된 공들은 메이저 리그에서 정상에 올랐다.

#### 2009년
2009년 웨이크필드는 레드삭스와 함께 자신의 15번째 시즌에 들어갔다.  4월 15일 웨이크필드는 테리 프랭코나 감독에게 "난 상태들을 이해하고, 당신이 알아야 할 것이 있습니다. 무슨 일이 일어나던지 날 꺼내지 말고 내가 계속 갈수 있게 하시오."라고 말하였다.  그는 8번째 이닝으로 무안타를 들고 가 완료 경기의 우승을 얻었다.  42세의 나이로 이 일은 그를 최연장 레드삭스의 투수가 완료 경기를 투구한 것으로 만들고, 이번에는 7 이닝과 비로 짧아진 경기인 2연속 완료 경기를 그가 투구할 때 그의 다음 출발에서 그가 깰 기록이었다.
웨이크필드는 6월 27일을 통하여 10 승 3 패의 기록과 팀을 이끌었다.  7월 3일 자신의 출발과 함께 웨이크필드는 프랜차이즈 역사상 가장 많은 출발로 로저 클레멘스를 엎섰다.  투수판에 그의 성공은 그해의 올스타 선발 당시 10개의 우승과 함께 메이저 리그에 그를 정상으로 놓았다.  7월 5일 그는 아메리칸 리그의 올스타로서 공고되었고, 42세의 나이에 2번째 연장자 첫 올스타로 만들어졌다.  올스타 브레이크에 의하여 웨이크필드는 메이저 리그 최고 기록 11 승 3 패를 소유하였다.  웨이크 필드는 자신이 조 매든에 의하여 필요하지 않으면서 세인트루이스에서 활동을 보지 않았다.  웨이크필드는 아래 등과 종아리 부상과 함께 다음 6주를 놓쳤다.  그는 시카고 화이트삭스를 상대로 8월 26일 자신의 다음 출발을 이루어 하나의 득점과 함께 7개의 이닝을 투구하였다.

#### 2010년
2010년 웨이크필드는 레드삭스와 함께 자신의 16번째 시즌에 들어갔다.  그는 마쓰자카 다이스케가 장애자 명단에서 나올 때까지 출발 교체에서 한해를 시작하였다.  그는 후에 조시 베켓에게 생긴 부상의 이유로 교체에 재가입하였다.  5월 12일 웨이크필드는 3 대 2의 패배에서 토론토 블루제이스의 버논 웰스를 상대로 자신의 2000번째 경력 스트라이크아웃을 기록하였다.  그는 최소한 2000개의 경력 스트라이크아웃과 함께 활동적인 투수들 만으로서 제이미 모이어, 하비에르 바스케스와 앤디 페티트에 가입하였다.  6월 8일 웨이크필드는 레드삭스 투수에 의하여 투구된 가장 많은 이닝을 위하여 클레멘스를 통과하였다.  그는 클리블랜드 인디언스에 3 대 2로 그 경기를 우승하는 데 갔다.  6월 13일 웨이크필드는 투구된 3000개의 이닝과 함께 활동적인 투수들 만으로서 모이어와 페티트에 가입하였다.  그는 남아있는 데 플라이볼에 필라델피아 필리스의 셰인 빅토리노를 은퇴시키면서 이 업적에 성취를 이루었다.  7월 2일 그는 펜웨이 파크에서 출발들을 위한 다른 기록을 위하여 클레멘스를 통과하였고, 볼티모어 오리올스에 3 대 2로 우승하는 데 8개의 이닝을 갔다.
9월 8일 탬파베이 레이스를 상대로 그는 경기를 우승하는 데 여태까지 레드삭스의 최연장 투수가 되었으며, 그는 또한 펜웨이 파크에서 레드삭스를 위하여 경기에 나오는 데 최연장 선수이기도 하였다.
10월 28일 2010년 월드 시리즈의 2번째 경기가 열리기 전에 웨이크필드는 로베르토 클레멘테 상을 수상하였다.

#### 2011년
웨이크필드의 2011년 시즌은 다큐멘터리 영화 《너클볼!》에서 이어졌다.  웨이크필드는 구원 투수로서 레드삭스 유니폼에 자신의 17번째 시즌을 시작하였다.  존 래키와 마쓰자카에게 생긴 부상들이 그를 출발 교체로 옮겼다.
5월 11일 로저스 센터에서 블루제이스가 레드삭스를 9 대 3으로 꺾으면서 웨이크필드는 구원에서 1과 3분의 1 이닝을 투구하였다.  44세 282일의 나이에 그는 레드삭스를 위하여 나오는 데 여태까지 최연장 선수가 되었다.  올스타 브레이크에서 웨이크필드는 4.74의 방어율과 함께 5 승 3 패의 기록을 가졌다.  7월 24일 시애틀 매리너스를 상대로 투구하는 동안 웨이크필드는 마이크 카프를 상대로 레드삭스 유니폼에 자신의 2,000번째 스트라이크아웃을 기록하였다.  그는 또한 그 경기에서 자신의 199번째 경력 우승을 기록하기도 하였다.
그의 199번째 우승 후, 그의 200번째 경력 우승을 얻는 데 웨이크필드에게 8개의 시도들을 끌으면서 결국 9월 13일 펜웨이 파크에서 블루제이스에 18 대 6의 우승에서 해냈다.  승리는 아메리칸 리그 동부 디비전 신분들에서 레드삭스가 양키스의 뒤로 4개의 경기를 떨어지면서 아메리칸 리그의 와일드 카드를 위한 경주에서 레이스가 실질적 근거를 얻으면서 레드삭스가 우승들의 무시무시한 필요에 있을 당시에 왔다.  레드삭스는 결국적으로 하나의 경기에 의하여 플레이오프들을 놓치고 웨이크필드는 5.12의 방어율과 7 승 8 패에서 시즌을 끝냈다.
2012년 시즌을 위하여 웨이크필드는 레드삭스에 의한 봄 훈련으로 초대와 함께 마이너 리그 계약이 제공되었다.  웨이크필드는 2월 17일 자신의 은퇴를 공고하였다.
웨이크필드는 우승에서 클레멘스와 사이 영에 밀려 3위, 스트라이크아웃에서 클레멘스에 밀려 2위, 투수에 의한 경기 출연에서 구원 투수 밥 스탠리에 밀려 2위, 투수로서 출발한 경기들에서 1위와 투구한 이닝에서 1위와 레드삭스 경력을 끝냈다.

### 포수
너클볼을 포구하는 데 어려운 이유로 레드삭스는 어쩌다 방어에서 전문적이고, 웨이크필드의 출발의 전부 혹은 대부분을 잡은 백업 포수를 소유하였다.  몇년의 세월 동안 그의 개인적 포수는 웨이크필드를 잡기 위하여 소프트볼 포수의 미트로 비슷한 리그가 찬성한 미트를 이용한 더그 미라벨리였다.  조시 바드는 이전의 오프시즌에 샌디에이고 파드리스로 자신을 이적시킨 후, 5월 1일 레드삭스가 미라벨리를 재획득하기 전에 2006년 시즌의 첫 달 동안 잠시 웨이크필드를 잡았다.  미라벨리는 2008년 봄에 내보내졌고, 그해 동안 웨이크필드의 포수는 케빈 캐시였다.  조지 코타래스가 2009년 그의 개인적 포수가 되었다.  2009년 7월 31일 빅토르 마르티네스가 레드삭스에 의하여 취득되고, 8월 26일 웨이크필드를 위하여 포구하기 시작하였다.  마르티네스는 1루수의 미트에 정착하기 전에 다양한 글로브와 미트와 함께 웨이크필드의 투구를 포구하는 실험을 하였다.  마리티네스와 제이슨 베리텍 둘다에게 생긴 부상들의 이유로 레드삭스는 주요 포수는 물론 웨이크필드의 포수로 지내는 데 2010년 7월 1일 휴스턴 애스트로스로부터 케빈 캐시를 재취득하였다.  마르티네스는 자신이 돌아올 때 한번 더 웨이크필드의 포수가 되었다.  2011년 웨이크필드는 불펜에서 시즌을 시작하고, 재로드 살털러마키아와 제이슨 베리텍이 그가 경기들에 들어올 때 그를 포구하였다.  웨이크필드가 교체로 돌아올 때 샐탈라매치아는 그가 시작한 각 경기에서 포수였다.

### 투구 스타일
웨이크필드는 느린 옆으로 던지는 동작으로 말해진 것과 함께 투구하였으나 사실 4분의 3의 내리치는 동작이었다.  이 일은 또한 타자들에게 그의 어떤 투구들을 드러냈으며, 그들이 그의 손을 볼 수 있기 때문이다.  웨이크필드의 주요 투구 너클볼은 보통 대략 한 시간에 64~68 마일이다.  그의 너클볼의 잦은 고동은 온도, 습기, 투하, 공기 저항, 바람의 속도, 공의 컨디션 등을 포함한 다양한 요인들에 의지하였다.  웨이크필드는 한 시간에 71~75 마일의 패스트볼, 느린 커브(한 시간에 57~61 마일)과 자신의 너클볼의 느린 연출(한 시간에 59~62 마일)을 나타내기도 하였다.
너클볼 투수들은 전통적으로 더욱 자주 투구할 수 있는 데, 그리고 집합적인 투수들보다 한 경기에 더욱 많은 투수들을 위하여 믿어졌다.  자신 경력의 첫 10년을 통하여 웨이크필드는 비슷한 형식을 따랐는 데 1993년 4월 27일 그는 파이리츠 대 브레이브스를 위한 경기에서 10개 이상의 이닝을 투구하였다.  레드삭스와 함께 웨이크필드는 이틀만의 휴식에 7과 3분의 1 이닝 긴급 출발의 추가에서 2개의 완료 경기를 포함한 총 33과 3분의 1 이닝을 투구하였다.  2003년과 2004년 아메리칸 리그 챔피언십 시리즈 만큼 늦게 웨이크필드는 출발 사이에 구원 출연을 이루고 있었다.  자신 경력의 후기의 세월에 레드삭스는 정통적으로 투구 총수의 기간들에서 집합적인 투수들처럼 더욱 대우하여 드물게 한 경기에 대략 100개의 투구들보다 더많이 투구하는 데 그를 허락하였으며 그에게 4일의 휴식을 주었다.  또한 그들의 투구하는 팔에 비교적으로 낮은 착용 때문에 너클볼의 투수들은 다른 투수들의 대다수보다 더욱 장기적 프로 경력을 가는 경향이 있다.

### 타구
지정된 타자의 규칙의 이유로 웨이크필드는 내셔널 리그의 파크들에서 활약할 때 레드삭스 만을 위하여 타구하였다.  내셔널 리그 팀 파이리츠와 함께 한 동안 그는 자신의 2년에 .072과 .163의 타구 평균을 가졌다.  그는 1993년 자신 경력의 단 하나의 홈런을 쳤다.  그의 경력 타구 평균은 .117이었다.

## 야구 외부의 출연들

### 자선 사업
웨이크필드는 메이저 리그 베이스볼을 통하여 그 가장 자선적인 선수들 중의 하나로서 잘 알려졌다.  그는 공동체에게 돌려주는 영혼을 최고로 반사하는 선수에게 수여된 로베르토 클레멘테 상을 위하여 레드삭스에 의하여 8번이나 후보에 올랐으며 2010년에 수상하였다.  1998년 이래 웨이크필드는 자신과 시간을 나누는 데 환자들을 펜웨이 파크로 데려오는 데 보스턴에서 프란시스칸 어린이 병원과 함께 파트너십을 가졌다.  그는 또한 18년 동안 한해의 명사 골프 토너먼트를 개최하기도 한다.  웨이크필드는 또한 어린이들을 위한 뉴잉글랜드의 피칭 인 포 키즈, 플로리다주 멜번에서 우주 해안 중재 센터와 가스 브룩스에 의하여 창립된 터치 엠 올 파운데이션과 함께 활동적으로 지내오기도 하였다.
2007년 피칭 인 포 키즈를 성원한 수입의 100%와 함께 롱볼 포도원과 함께 교제에서 "케이버너클"이라 불린 포도주를 판매하여 10만 달러 이상을 모금하였다.
2013년 레드삭스는 웨이크필드를 레드삭스 재단의 명예 의장으로 임명하였다.  그 역할에서 웨이크필드는 모금 이벤트, 공동체 서비스의 날과 개인적 방문들을 후원한다.

### 방송
2012년 6월 웨이크필드는 레드삭스의 방송 범위를 위하여 스튜디오 분석자로서 NESN에 가입하였다.

### 추천
2015년 8월 웨이크필드는 지점의 대개장과 텔레비전, 라디오와 프린트 광고들에서 출연을 이루어 파밍턴 은행을 위한 대변인으로 서명하였다.

### 비지니스 이익들
웨이크필드는 매사추세츠주 펨브로크에서 터너즈 야드로 불린 레스토랑의 일부 소유자였다.  그 레스토랑에서 그의 파트너들 중 하나는 내셔널 하키 리그 선수 숀 손턴이었다.  그 레스토랑은 현재 폐업 중이다.

## 개인 생활
팀은 매사추세츠주에서 자신의 부인 스테이스 스토버를 만났다.  그들은 2002년 11월 9일에 결혼하였다.  그들의 2명의 자식은 트레버(2004년생)와 브리애나(2005년생)이다.  그들은 플로리다주 세이틀라이트비치에서 집을 소유한다.